# Eleocharis starczenkoae
Eleocharis starczenkoae là loài thực vật có hoa trong họ Cói. Loài này được A.E.Kozhevn. mô tả khoa học đầu tiên năm 2006.